# Mino Raiola
Carmine "Mino" Raiola  fue un representante de futbolistas italiano.
Fue el representante de futbolistas como Zlatan Ibrahimović, Paul Pogba, Erling Haaland, Romelu Lukaku, Adnan Januzaj, Rolf Feltscher, Henrij Mjitarián, Marco Verratti, Hirving Lozano, Matthijs de Ligt, Gianluigi Donnarumma, Jesse Lingard, Alessio Romagnoli y Mario Balotelli, estrellas internacionales que le abrieron puertas en muchos clubes y países del mundo.

## Biografía
Nació en 1967 al sur de Italia. Al poco de su nacimiento sus padres emigraron a Haarlem, a los Países Bajos, donde creció y jugó en el equipo juvenil del club local de fútbol, el HFC Haarlem. Raiola consiguió su primer gran éxito con la negociación del fichaje del entonces joven delantero neerlandés, Dennis Bergkamp, al Inter de Milán.

### Vida personal y muerte.
Hasta la fecha de su fallecimiento, residió en Mónaco. Hablaba siete idiomas: italiano, inglés, alemán, español, francés, portugués y holandés.
Falleció el 30 de abril de 2022 en el hospital de San Raffaele de Milán debido a problemas pulmonares.
El personal de Raiola negó los informes de que estaba en cuidados intensivos, describiéndolos como "controles de rutina", y fue dado de alta diez días después. En abril, el socio comercial de Raiola y un médico que lo atendía indicaron que Raiola estaba "luchando" por su vida. El 28 de abril, varios medios de comunicación informaron de su muerte, que posteriormente refutó en una publicación en las redes sociales, afirmando: "Segunda vez en 4 meses me matan". El 30 de abril, la familia de Raiola emitió un comunicado en el que confirmaba que había muerto a la edad de 54 años.